# The Thing-Ummy Bob
"It's a ticklish sort of job making a thing for a thing-ummy-bob, 
Especially when you don't know what it's for. 
But it's the girl that makes the thing that drills the hole that holds the ring
That makes the thing-ummy-bob that makes the engines roar. 
And it's the girl that makes the thing that holds the oil that oils the ring
That makes the thing-ummy-bob that's going win the war. 
It is 'n all."
«Это тонкая работа, делать что-то для чего-то, 
Ты не знаешь ничего, для чего нужно оно.
Но именно эта девочка делает то, что сверлит дырку под кольцо.
И потому гудит мотор. 
И именно эта девочка которая делает то, что маслом смазывает кольцо.
И эта штуковина выиграет войну.
Но и это ещё не всё».
«The Thing-ummy-Bob (That’s Going to Win the War)» — песня 1942 года, написанная Гордоном Томпсоном на музыку Дэвида Хенекера, прославляющая труд женщин на производственных линиях во время Второй мировой войны, производящих компоненты для сложного оружия, чтобы победить в войне.
Рефрен:
Я девочка, которая делает эту штучку,
Которая сверлит дырочку, куда вставляется колечко,
Которое двигает стерженёк, который поворачивает ручку,
И вся эта штукенция работает.Оригинальный текст (англ.)I'm the girl that makes the thing
That drills the hole that holds the ring
That drives the rod that turns the knob
That works the thing-ummy-bob
thingumabob или thingummy — это расширенная форма слова thing, которая, согласно Оксфордскому словарю английского языка, использовалось ещё в 1751 году.
Песню популяризировали исполнители Артур Аски и Грейси Филдс.